# Devon Chafa
Devon Taitamba Chafa (ur. 25 grudnia 1990 w Harare) – Zimbabwejski piłkarz grający na pozycji defensywnego pomocnika. Od 2020 jest zawodnikiem klubu Ngezi Platinum FC.

## Kariera klubowa
Swoją karierę piłkarską Chafa rozpoczął w klubie Eagles FC. W sezonie 2009 zadebiutował w jego barwach w pierwszej lidze zimbabwejskiej. W tym samym roku przeszedł do Black Rhinos FC. W 2010 roku grał w Kiglon Bird FC. W latach 2011–2014 był zawodnikiem Dynamos FC. Czterokrotnie wywalczył z nim mistrzostwo kraju w sezonach 2011, 2012, 2013 i 2014 oraz zdobył dwa Puchary Zimbabwe w latach 2011 i 2012. W sezonie 2015 występował w How Mine FC, a w latach 2016-2017 był graczem CAPS United. W sezonie 2016 został z nim mistrzem Zimbabwe. W 2018 roku grał w zambijskim Buildcon FC. W latach 2018–2019 był piłkarzem FC Platinum. W sezonach 2018 i 2019 został z nim mistrzem Zimbabwe. W 2020 przeszedł do Ngezi Platinum FC.

## Kariera reprezentacyjna
W reprezentacji Zimbabwe Chafa zadebiutował 9 czerwca 2013 roku w przegranym 2:4 meczu eliminacji do MŚ 2014 z Egiptem, rozegranym w Harare. Od 2013 do 2017 wystąpił w kadrze narodowej 12 razy.